# Guy Gibson
Guy Penrose Gibson (Shimla, India, 12 augustus 1918 – Steenbergen, Nederland, 19 september 1944) was een Britse bommenwerperpiloot die in 1943 leiding gaf aan Operatie Chastise. Hiervoor werd Gibson onderscheiden met het Victoria Cross.

## Wat voorafging
Gibson werd in India geboren maar verhuisde al op driejarige leeftijd naar Engeland. Na de middelbare school te hebben doorlopen koos Guy voor een carrière in de RAF: hij werd beroepsofficier. In 1936 kwam hij bij de Royal Air Force. Na zijn vliegeropleiding en zijn bevordering tot luitenant-vlieger vloog Gibson de Handley Page Hampden. Uiteindelijk werd hij aangesteld als commandant van het 83e squadron. In de tussentijd had Gibson de op zichzelf niet geringe overstap gemaakt gedurende meer dan zes maanden Bristol Beaufighter nachtjagers te vliegen en te leiden. Hij maakte in die periode jacht op Duitse vliegers die vaak alleen of in geringe aantallen kostbare, storende aanvallen op Britse doelen deden.
In 1941 werd Gibson benoemd tot kapitein. Vanaf 1942 was hij piloot van de beste Britse bommenwerper van de Tweede Wereldoorlog, de Avro Lancaster. Later kreeg hij de leiding over een eskader van dertig Lancaster bommenwerpers: het 106e squadron. Begin 1943 werd hij gevraagd het nieuw op te richten 617e squadron samen te stellen uit ervaren en vrijwillig toetredende bemanningen. Het 617e werd in eerste instantie speciaal geformeerd om de Duitse stuwdammen aan te vallen.

## Operatie Chastise
Operatie Chastise was een operatie tijdens de Tweede Wereldoorlog. Het was een poging van de geallieerden om het Ruhrgebied zonder stroom te zetten, door de stuwdammen die de stroom leverden te bombarderen.
Verscheidene keren hadden de geallieerden de wapenfabrieken gebombardeerd maar iedere keer bouwden de Duitsers ze razendsnel weer op. Gibson kreeg de opdracht om niet de fabrieken, maar de stuwdammen te vernietigen. Deze missie werd door velen als onmogelijk gezien omdat de stuwdammen extreem zwaar waren en de aanval extreme precisie vereiste.
De missie was een succes, maar de verliezen waren zwaar. Dankzij het bombardement zat het hele Ruhrgebied een maand lang zonder stroom, waardoor de Duitse oorlogsindustrie ernstige vertraging opliep. Mede door de inzet van grote aantallen dwangarbeiders uit geheel Europa wisten de Duitsers veel sneller dan verwacht de stuwdammen weer op te bouwen, waardoor de Duitse oorlogsindustrie al na een paar maanden weer op volle toeren draaide. Desalniettemin was de morele klap groot. Enige tijd waren de Duitsers gechoqueerd door het idee dat de vijand een zo goed verdedigd doel zo precies en succesvol kon opsporen en vernietigen. De aanval was tevens een enorme opsteker voor het Britse moreel, dat na drie jaar aardig in elkaar begon te zakken vanwege de uitzichtloosheid van de oorlog.

## Na de missie

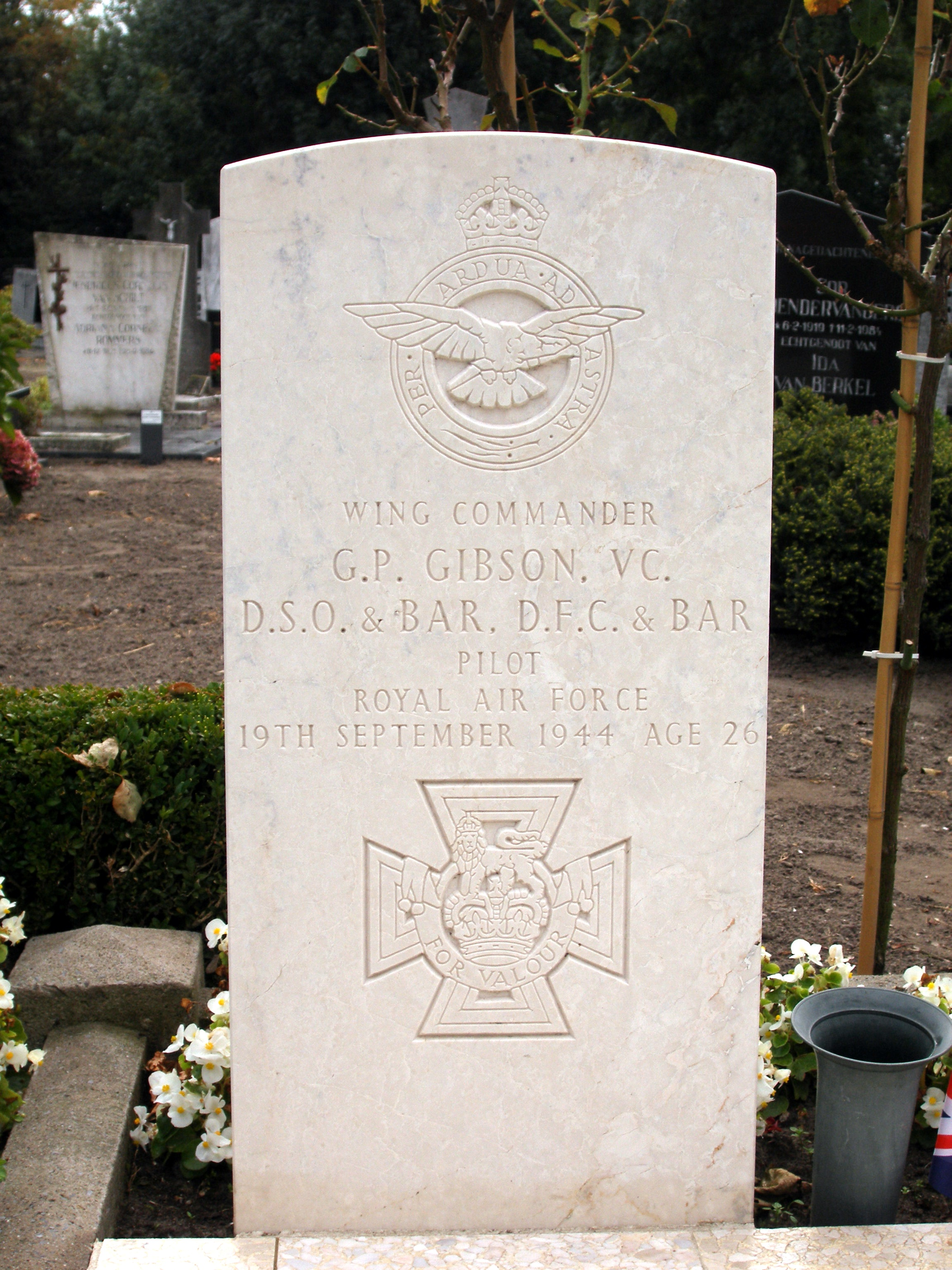
Gibsons graf in Steenbergen

Gibson werd benoemd tot majoor en kreeg diverse staffuncties. Mede door toedoen van de Britse premier Winston Churchill werd hij op dienstreis naar Canada uitgezonden. Het was de wens van Churchill om Gibson binnen de Conservatieve partij een sleutelrol in de naoorlogse politiek te geven. De voorbereidingen op die nieuwe rol waren in volle gang, maar Gibson hield de sleur van de opeenvolgende staffuncties, ingesteld om hem de oorlog te doen overleven, niet langer vol. Hij wist het zo te regelen dat hij weer op operaties werd ingezet met een nieuw vliegtuig: de tweepersoons tweemotorige en voor zijn tijd zeer geavanceerde De Havilland Mosquito jachtbommenwerper. Gibson was leider van een eskader van zestig bommenwerpers.
Op 19 september 1944 werd Gibsons Mosquito getroffen door eigen vuur van een Lancaster bommenwerper. Hij en zijn navigator Jim Warwick kwamen om het leven toen zij nabij Steenbergen (Noord-Brabant) neerstortten. Zij liggen begraven op het katholieke kerkhof van Steenbergen.

## Boek en film
In 1944 schreef Gibson, tijdens zijn dienstreis, het autobiografische boek "Enemy Coast Ahead". Het werd postuum gepubliceerd in 1946, alhoewel er door toedoen van de militaire censor veel uit was weggelaten. In 2003 verscheen de originele versie in druk. Zijn werk en het boek "The Dam Busters" van Paul Brickhill vormden de basis voor het verhaal van de film "The Dam Busters" die in 1955 verscheen. In de film wordt de rol van Gibson vertolkt door Richard Todd.

## Militaire loopbaan
- Royal Air Force: augustus 1936[4][5]
- Waarnemend Pilot Officer: 31 januari 1937[6][5]
- Pilot Officer: 16 november 1937[7]
- Flying Officer: 16 juni 1939[5][8]
- Flight Lieutenant 3rd: 3 september 1940[9]
- Waarnemend Squadron Leader 13 november 1940[4]
- Tijdelijk Squadron Leader: 1 december 1941[4][5]
- Squadron Leader: 13 april 1942[4]
- Wing Commander: 13 juli 1942[5]

## Decoraties
- Victoria Cross op 28 mei 1943[10][11]
- Distinguished Flying Cross op 9 juli 1940[12] met Bar op 16 september 1941[10][13]
- DSO op 20 november 1942[14] met Bar op 2 april 1943[10][15]
- Commandeur in het Legioen van Verdienste op 3 december 1943[10][16]
- War Medal 1939-1945[10]
- 1939-1945 Star[10]
- Air Crew Europe Star met gespen "FRANKRIJK" en "DUITSLAND"[10]